# Житије Светог Ћирила
Житије Светог Ћирила или Константиново житије (стсл. Житьѥ КонстантинаЖитьѥ Константина) је старословенски рукопис, који описује живот светог Константина Филозофа, познатог под монашким именом Ћирило, који је радио на ширњеу писмености међу старим Словенима.
Документ је настао у 9. веку у Великој Моравској. Ђирилово житије је најранији текст за који се зна да је првобитно написан на старословенском. То је и прва хагиографија првобитно написана на старословенском језику.
Константинов живот је један од основних извора за историју средње Европе у другој половини 9. века.

## Историја
Житије је писано између Ћирилове смрти 862. и децембра 885. године, када знамо да је текст био у употреби у Риму, вероватно 879. или 880. године. Аутор списа је највероватније неко из Методијевог окружења. Већина истраживача сматра да је аутор непознат, а традиционално се верује да је аутор оба текста свети Климент Охридски.